# Nof ha-Galil
Nof ha-Galil (hebrejsky נוף הגליל‎), dříve Nacaret Ilit je město v Izraeli, v Severním distriktu.

## Geografie

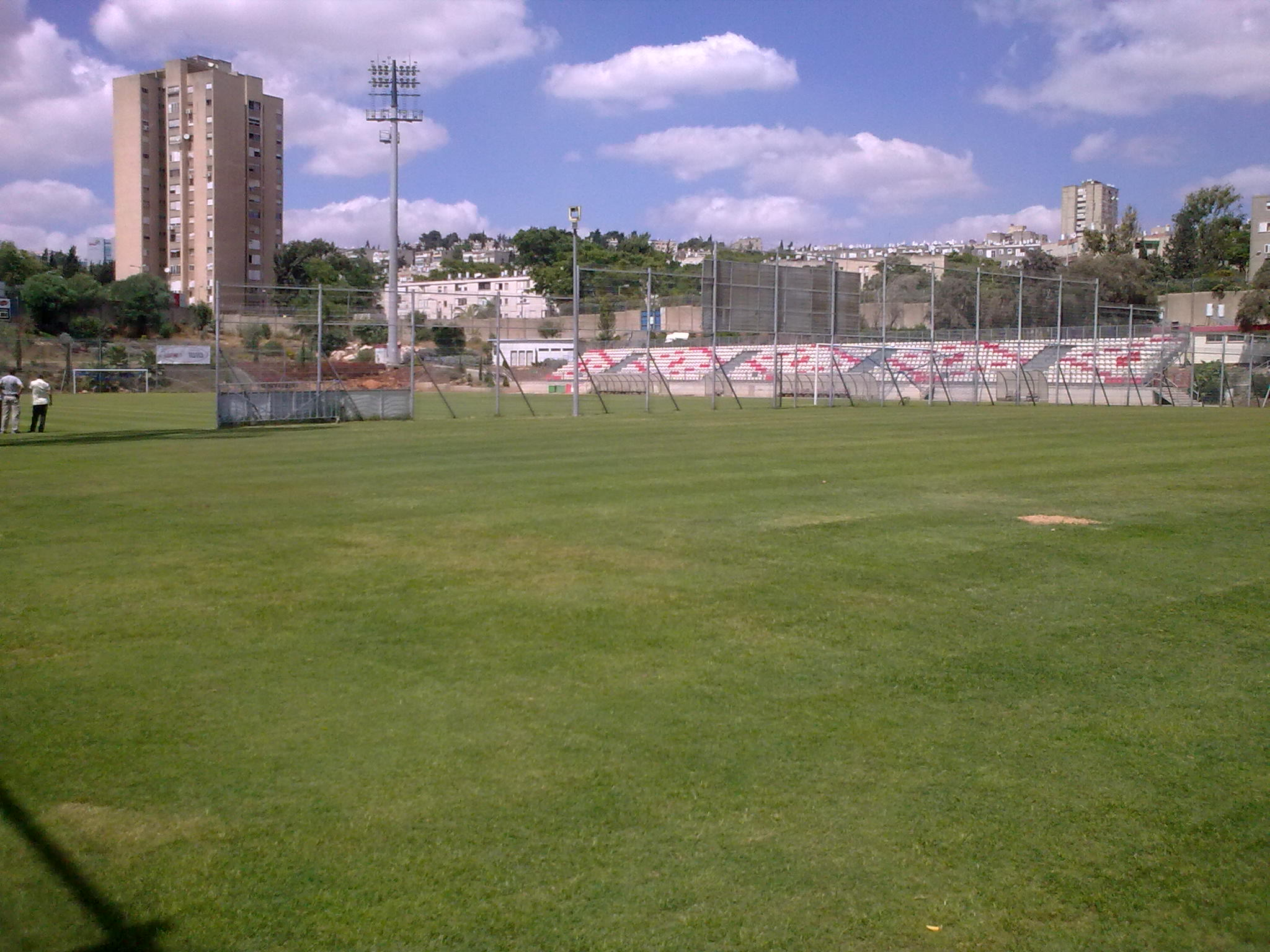
Sportovní stadion v Nof ha-Galil

Leží v nadmořské výšce 430 m v Dolní Galileji, v pohoří Harej Nacrat (Nazaretské hory), které na severním okraji města graduje vrcholem Har Jona, na severozápadním okraji vrchem Har Nadav a na jižním prudce spadá u vrcholků Har Dvora a Har Ksulot do Jizre'elského údolí, respektive do jeho severovýchodní části nazývané Bik'at Ksulot. Tam také hluboce zaříznutými soutěskami směřují vádí Nachal Tavor a Nachal Barak Ben Avino'am.
Město je situováno přibližně 87 km severovýchodně od centra Tel Avivu a 32 km jihovýchodně od centra Haify v hustě zalidněném pásu. Osídlení v tomto regionu je smíšené. Vlastní Nof ha-Galil je převážně židovský, ale je součástí aglomerace Nazaretu, který je osídlen Araby, stejně jako mnohá další města a vesnice v okolí. Nof ha-Galil lemuje tuto aglomeraci na jihovýchodní a východní straně, přičemž na většině katastru obce je územně zcela propojen s okolními součástmi aglomerace.
Nof ha-Galil je na dopravní síť napojen pomocí Dálnice číslo 75, která odtud vede do Haify. Spojení k východu, do města Tiberias, zajišťuje Dálnice číslo 77, jež se na severním okraji dotýká aglomerace Nazaretu.

## Dějiny
Nof ha-Galil byl založen roku 1957. K oficiálnímu slavnostnímu ceremoniálu založení nového města došlo 29. listopadu 1956. Vznikl jako židovské předměstí, ovšem administrativně samostatné, arabského města Nazaret, které bylo izraelskou armádou dobyto v červenci 1948 během První arabsko-izraelské války stejně jako celá oblast centrální Galileje.

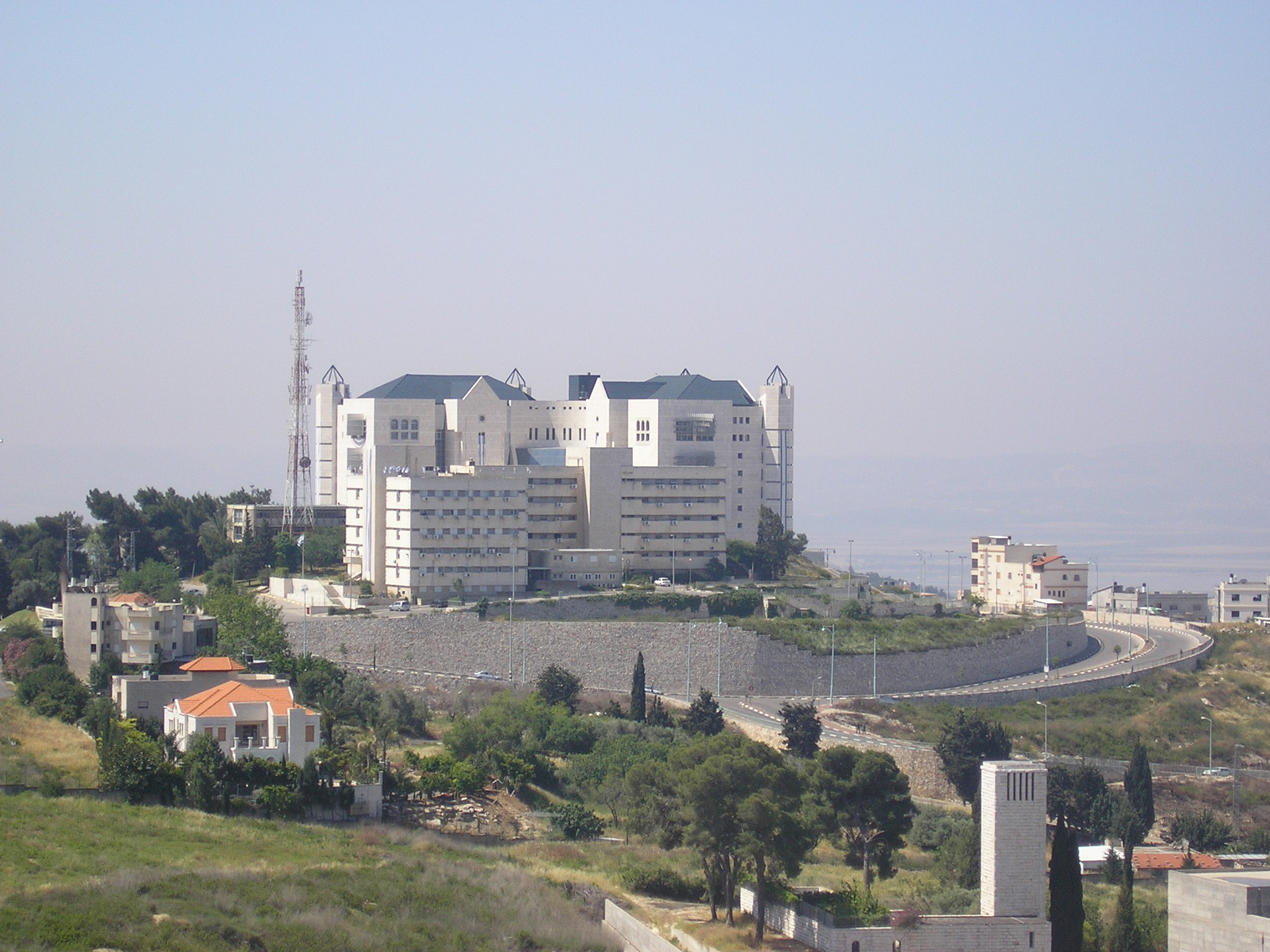
Vládní budova v Nof ha-Galil

Tento region byl osídlen téměř výlučně Araby a stát Izrael zde proto přikročil k plánovitému zřízení nového židovského sídla, které mělo posílit demograficky židovský prvek v aglomeraci Nazaretu. Nof ha-Galil byl založen coby rozvojové město. O vznik města se zasloužil především Mordechaj Alon (narozen roku 1923, zemřel roku 1993), který byl roku 1956 pověřen tehdejším funkcionářem izraelského ministerstva obrany Šimonem Peresem vedením výboru, jehož úkolem bylo připravit rozvoj osídlení v oblasti Nazaretu. O potřebě založit u Nazaretu židovské osídlení hovořil už roku 1953 izraelský premiér David Ben Gurion. Po vzniku města se pak Mordechaj Alon stal jeho prvním starostou. Zpočátku šlo o místní radu (malé město). Status většího města (městská rada) získal Nof ha-Galil roku 1974.
Pro účel zřízení obce byly konfiskovány pozemky vlastněné Araby 7500 dunamů (7,5 kilometru čtverečního). Zpočátku se obec nazývala Kirjat Nazaret (קרית נצרת‎). Na severovýchodním okraji se v lokalitě Har Jona rozkládá velká průmyslová zóna. Na jižní straně lemuje město pás uměle vysazených lesů, které pokrývají svahy nad Jizre'elským údolím. V roce 2009 ohlásil starosta Nof ha-Galil záměr výstavby nové čtvrti určené pro ultraortodoxní židy, která má vyrůst při stávající čtvrti Har Jona a má mít kapacitu 3050 bytových jednotek. Har Jona leží na území, které bylo v roce 1967 odděleno od správních hranic arabských měst Ejn Mahil, Kafr Kanna a Mašhad, což představitelé těchto arabských obcí trvale kritizují.
V rámci kategorie rozvojových měst patří Nof ha-Galil mezi úspěšné obce, které překonaly počáteční ekonomické a sociální obtíže.

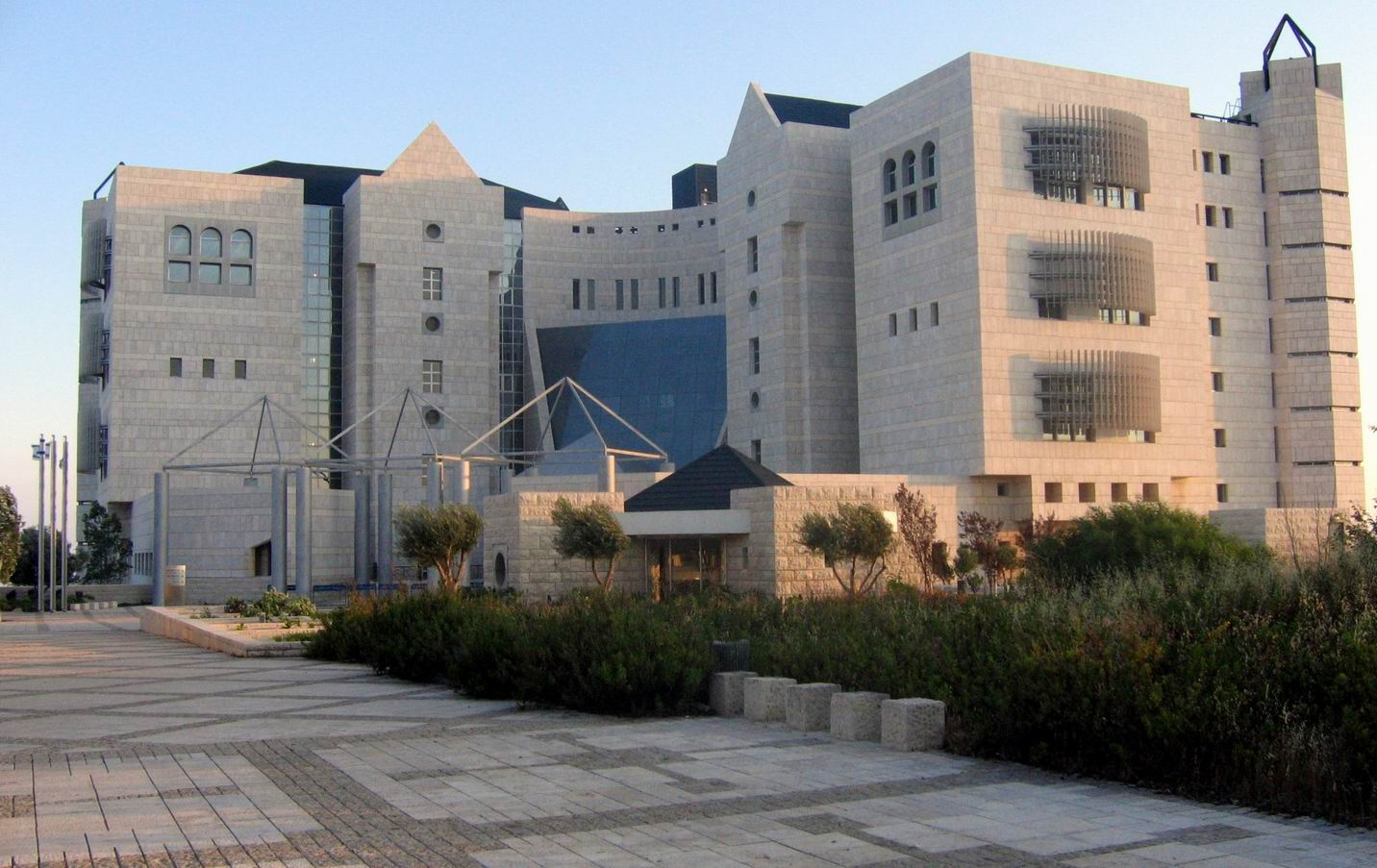
Soudní budova v Nof ha-Galil

Ve městě sídlí významné vládní úřady, včetně úřadů Severního distriktu Izraele. Funguje tu 12 základních škol, 4 střední školy a technicky zaměřená vysoká škola.

## Demografie
Nof ha-Galil je město se smíšenou, tedy sekulární i náboženskou populací. Podle údajů z roku 2009 tvořili většinu obyvatel Židé – přibližně 29 500 osob (včetně statistické kategorie „ostatní“, která zahrnuje nearabské obyvatele židovského původu, ale bez formální příslušnosti k židovskému náboženství, přibližně 34 500 osob). Etnicky jde sice o většinově židovské sídlo, ale stěhují se sem i izraelští Arabové. Ti zde v roce 2009 tvořili komunitu o počtu cca 6 300 osob. Město zakládané jako čistě židovské se tak fakticky mění na smíšené. V roce 2015 bylo z 40 200 obyvatel jen 25 200 Židů.
Jde o středně velkou obec městského typu s dlouhodobě stagnující či spíše mírně klesající populací. K 31. prosinci 2015 zde žilo 40 200 lidí. Zejména počátkem 90. let 20. století zaznamenala obec skokový nárůst v souvislosti s přílivem přistěhovalců z bývalého SSSR. Například roku 1991 zde kromě 21 800 starousedlíků žilo už 5056 těchto nových přistěhovalců. Už koncem 90. let 20. století se ale přírůstek obyvatelstva zastavil a od počátku 21. století město zaznamenává mírný populační pokles.
| Rok  | Obyvatelé |
| ---- | --------- |
| 1957 | 1 000     |
| 1958 | 1 750     |
| 1959 | 2 550     |
| 1960 | 3 100     |
| 1961 | 5 000     |
| 1962 | 6 500     |
| 1963 | 8 900     |
| 1964 | 9 900     |
| 1965 | 10 900    |
| 1966 | 11 100    |
| 1967 | 11 400    |
| 1968 | 11 800    |

| Rok  | Obyvatelé |
| ---- | --------- |
| 1969 | 13 200    |
| 1970 | 15 000    |
| 1971 | 15 800    |
| 1972 | 14 800    |
| 1973 | 18 000    |
| 1974 | 18 500    |
| 1975 | 18 800    |
| 1976 | 19 200    |
| 1977 | 19 300    |
| 1978 | 19 900    |
| 1979 | 21 400    |
| 1980 | 22 600    |

| Rok  | Obyvatelé |
| ---- | --------- |
| 1981 | 22 900    |
| 1982 | 23 400    |
| 1983 | 23 600    |
| 1984 | 25 100    |
| 1985 | 25 500    |
| 1986 | 25 300    |
| 1987 | 25 100    |
| 1988 | 24 900    |
| 1989 | 25 200    |
| 1990 | 29 600    |
| 1991 | 33 400    |
| 1992 | 33 800    |

| Rok  | Obyvatelé |
| ---- | --------- |
| 1993 | 35 200    |
| 1994 | 38 300    |
| 1995 | 38 615    |
| 1996 | 40 376    |
| 1997 | 41 949    |
| 1998 | 42 510    |
| 1999 | 43 800    |
| 2000 | 44 378    |
| 2001 | 44 218    |
| 2002 | 44 300    |
| 2003 | 44 200    |
| 2004 | 43 900    |

| Rok  | Obyvatelé |
| ---- | --------- |
| 2005 | 43 700    |
| 2006 | 43 600    |
| 2007 | 43 100    |
| 2008 | 41 400    |
| 2009 | 40 800    |
| 2010 | 40 900    |
| 2011 | 40 600    |
| 2012 | 40 800    |
| 2013 | 40 500    |
| 2014 | 40 300    |
| 2015 | 40 200    |
| 2016 | 40 244    |

| Rok  | Obyvatelé |
| ---- | --------- |
| 2017 | 40 600    |
| 2018 | 41 200    |